# Xavier Rodríguez Baixeras
Francisco Xavier Rodríguez Baixeras (Tarragona, 1945) es un poeta y traductor de Galicia, España. Es hermano del pintor Rafael Baixeras.

## Biografía
Nació en Tarragona, donde estaba destinado como militar su abuelo paterno, originario de Nois, una parroquia del concejo de Foz. Su padre, secretario de administración local, ejercía en la Puebla del Caramiñal; su madre era catalana. La familia marchó después a Ribadeo donde Francisco Xavier realizó los estudios primarios. En 1957 se trasladaron a Segovia al ser nombrado el padre secretario de la Diputación provincial. Allí estudió el bachillerato. Se formó en la Universidad de Valladolid, y después en la de Madrid, donde se licenció en Filología románica.
En Madrid retomó el contacto con Galicia a través de las clases que en la delegación de la Unesco dirigía Xosé Ramón Fernández-Oxea. También conoció a Raimundo Patiño Mancebo. En 1970 se trasladó nuevamente con la familia, esta vez a La Coruña, donde comenzó a impartir clases en el instituto Ramón Puga. Al aprobar las oposiciones obtuvo plaza en Palma de Mallorca, donde vivió tres años. En 1977 se trasladó a Vigo, donde entró en contacto con escritores y gente de la cultura. Amigo personal de poetas y artistas da Movida Viguesa de los 80, como Xosé María Álvarez Cáccamo, Fernán Vello o Ramiro Fonte. Desde la década de los ochenta escribe libros de poesía, ensayo y diccionarios en gallego, catalán, portugués y español. Después de residir en Salvador de Bahía, vive y trabaja en Vigo.

## Premios
- Premio da Crítica española en 1988, por Anos de viaxe.[1]
- Premio Miguel González Garcés en 1996, por Visitantes.[2]
- Premio da Crítica de Galicia de Creación Literaria en 1996, por Nadador.[3]
- Premio de la Crítica Española en la modalidad de poesía gallega en 1997, por Beira Norte[4][5]
- Premio Losada Diéguez de creación literaria en 2001, por Eclipse.[6]
- Premio VIII Caixanova 2009, por Deserto Diamantino.[7][8]
- Homenaje O Escritor na súa Terra de la Asociación de Escritores en Lingua Galega en 2007.[9]
- Premio de la XXX edición de Poesía Cidade de Ourense en 2013, por A luz extinta.[10]
- Premio Ramón Cabanillas de Traducción, de la Junta de Galicia no 1992, por "O deserto dos tártaros".[11]
- En 2020 ganador del XXVI Premio Nacional de Periodismo Gastronómico Álvaro Cunqueiro convocado por el Concello de Lalín en el marco de la "Feira do Cocido" por Dicionario da comida galega.[12]

## Obra en gallego

### Poesía
- Fentos no mar (Ed. Ediciós do Castro, 1981).
- Lembranza do areal (Ed. Caja de Orense,1985).
- Anos de viaxe, poesía de 1981-1987, Premio de la Crítica de poesía gallega, que incluye su obra anterior, más Os celestes faiados y A gándara da noite (Ed, Xerais, 1987).
- Visitantes, Premio Miguel González Garcés (Ed. Diputación de La Coruña, 1991).
- Sonetos do irmán (1991).
- Nadador, Premios de la Crítica de Galicia de creación literaria, Premios da Crítica Galicia (Ed. Espiral Maior, 1996).
- Beira Norte, Premio de la Crítica Española na modalidade de poesía gallega. (Ed. Soutelo Blanco,1997).
- As augas abandonadas. Las augas abandonadas. Antología bilingüe, gallego-castallano. (Ed. Ediciones Trea, Gijón)
- Eclipse (Ed. Espiral Maior, 2001).
- Francesca (Ed. Deputación de Pontevedra, 2003).
- O pan da tarde (Ed. Galaxia 2006). El pan de la tarde. Edición bilingüe gallego-castellano en 2008.
- Deserto Diamantino, VIII Premio Caixa Nova 2009 (Ed PEN Club de Galicia-Caixanova en 2010).
- Luz Extinta (Ed. Espiral Maior 2015).
- O bosque sem saída (Ed. Laiovento 2020).
- Onde ferve a memoria, ilustrado por Baldo Ramos (Colección Dombate, Ed. Editorial Galaxia 2023)

### Ensayo
- Trece poetas cataláns (Ed. Espiral Maior 1996).
- Diario de comidas (Ed Galaxia 2004).
- Bos tempos para a lírica. A xeración de 1980 (Ed. Espiral Maior 2009).
- Brasil no centro (Ed. Espiral Maior 2009).

### Ediciones críticas
- Cantares gallegos de Rosalía de Castro (Ed. Xerais, 1990)
- O divino sainete de Manuel Curros Enríquez (Ed. Xerais, 1999)
- Obra poética completa de Xosé Mª Ávarez Blázquez (Ed. Xerais, 2004)

### Diccionarios
- Diccionario de la comida Gallega[13] (Ed. Aira/Engaiolarte, 2018).
- Diccionario Electrónico e-Estraviz, de Estraviz con la colaboración de Xavier Baixeras.

### Como traductor
Ha traducido al gallego a autores italianos y catalanes, y autores gallegos al español y al catalán.
- O deserto dos tártaros, (Il deserto dei Tartari de Dino Buzzati. Ed. Xerais 1991)
- Flanagan de luxe, (Andreu Martín y Jaume Ribera, 1994).
- Alfagann es Flanagan, (Andreu Martín y Jaume Ribera, 1996).
- O Gatopardo, (Il Gattopardo, Giuseppe Tomasi di Lampedusa. Ed Galaxia 2005)
- O oficio de vivir (Cesare Pavese, 2006).
- A memoria da árbore, (Tina Vallès 2019)
- O demo nos outeiros (Cesare Pavese, Ed, Xerais)
- Crónicas da verdade oculta (Pere Calders, Xerais)
- Os noivos (Alessandro Manzoni. Ed Xerais)
- O can que viu a Deus e outros contos (Cesare Pavese. Ed, Xerais)
- Así é (se vos parece) (Luigi Pirandello. Ed. Xerais)
- O violín de Auswitz (Maria Àngels Angalda. Ed Xerais)
- Antoloxía da poesía mallorquina (Ed. Espiral Maior)
- Marido e outros contos (Lídia Jorge. Ed. Xerais)
- Montedemo (Hélia Correia. Ed. Xerais)
- Preludio (Antoni Marí. Ed. Kalandraka 2013)

## Obra en español

### Poesía
- La ciudad sumergida. Premio de poesía El Álamo 1971

### Traducciones al español
- Debacle, de Camilo Gonsar 2003.
- En el país de las lágrimas, J. Viale Moutinho
- Bretaña Esmeraldina, X. L. Méndez Ferrín.
- Arnoia, Arnoia, X. L. Méndez Ferrín.
- Amor de Artur, X. L. Méndez Ferrín.
- Danina y Lalila, José Cardoso Pires.
- Un juego de apócrifos, X. C. Caneiro.
- La rosa de Borjes, X. C. Caneiro.
- Una abeja en la lluvia, Carlos de Oliveira.
- Finisterra, Carlos de Oliveira.
- Diario de una expedición, Euclides da Cunha.
- Adiós norte, Ramiro Fonte.
- La gándara de la noche, Xavier Rodríguez Baixeras, Ed Libertarias.
- Mar al norte, Álvaro Cunqueiro.

## Obra en catalán

### Traducción al catalán
- Bretanya Esmeraldina, X. L. Méndez Ferrín. Laia.
- La ilum dels esgarriats, Xosé Mª Ávarez Cáccamo, Abella.
- Sis poetes gallecs, colaboración con Álex Susanna. Ed. Columna, Barcelona 1990.